# Gostynin
Gostynin är en stad i Masoviens vojvodskap, Polen som ligger 100 kilometer väster om Warszawa. Befolkningen i Gostynin uppskattades 2004 till 19 414 invånare. 